# Sketchpad
Sketchpad（畫板），一個具備革命性的電腦程式，由伊凡·蘇澤蘭在1963年寫作，作為他在麻省理工大学的博士論文的一部份。因為這個成就，伊凡·蘇澤蘭在1988年獲得圖靈獎，2012年獲得京都獎。它使用了早期的电子管显示器，以及当时才刚刚发明的光电笔。它是最早的人機界面（HCI），被認為是現代计算机辅助设计（CAD）的始祖，也是計算機圖形學的一大突破。它的圖形使用者介面，如果拖动一个结点，所有与之相借的路径都会同时改变位置，與現代面向对象应用程序採用相同概念，它也是第一个交互式电脑程序，是之后众多交互式系统的蓝本。